# Mariechen Wehselau
Mariechen Wehselau, född 15 maj 1906 i Honolulu, död 12 juli 1992 i Honolulu, var en amerikansk simmare.
Wehselau blev olympisk guldmedaljör på 4 x 100 meter frisim vid sommarspelen 1924 i Paris.